# IC通信
iC通信（あいしー-つうしん）とは、NTTドコモの第三世代携帯電話 (FOMA) のFelica搭載携帯電話に実装されているデータ通信機能である。

## 概要
- iC通信は、NTTドコモの第三世代携帯電話 (FOMA) のFelica搭載機種携帯電話同士をかざすだけで利用することができるデータ通信機能で以下のデータを交換したりすることができる
  - 電話帳
  - 送/受信メール
  - スケジュール
  - テキストメモ
  - 静止画
  - 動画
  - PDF
  - トルカ
- 従来より携帯電話同士のデータ通信には赤外線を利用していた。この場合、データを受け取る側は受信操作をする必要があったが、iC通信ではその操作が不要でかざすだけで受け取り可能となっている
- 似た名称でICカード認証という機能があり、携帯電話のロックなどを別のFelica対応ICカードを利用し解除することもできる。対応機種はN903i以降のNEC製Felica搭載端末と、SO706i・SO705i。

## 利用可能機種
以下の機種間のみで利用可能である。（70xシリーズでは、703i以降のFelicaが搭載されている携帯電話のみ利用可能）。
- ドコモスマートフォン、F-12C、N-06C、SH-12C、SH-13C、SO-02C
- LG製端末を除く全てのdocomo STYLE series
- LG製端末を除く全てのdocomo PRIME series
- 全てのdocomo SMART series
- SH-03B、SH-04A、SH-07A、らくらくホンプレミアム、SH-06A NERV、F-07C
- 906i・905i・904i・903iシリーズの全機種（N905iBizを含む）
- 706iシリーズのL706ieを除く全機種
- D705i、D705iμ、F705i、N705i、N705iμ、P705i、P705iμ、N706ie、PROSOLIDμ (P705iCL)、SH705i、SH705iII、SO705i
- D704i、F704i、P704i、SH704i、SO704i
- F703i、P703i、SH703i、SO703i、N703iD

※公式対応ではないが、auの2007年夏モデル以降のEZ FeliCa対応機種に搭載されている「Touch Message」および、ソフトバンクモバイルの2008年春モデル以降のS!FeliCa対応機種の一部に搭載されている「IC通信」との相互利用が可能である。

## 歴史
- 2006年10月12日 NTTドコモが903iシリーズの発表と同時に「ライフキット」の一部としてこの機能を発表